# Havana (film)
Havana è un film del 1990 diretto da Sydney Pollack e interpretato da Robert Redford.

## Trama
Jack Weil è un avventuriero statunitense con la passione per il poker e le belle donne. Passa da una città all'altra, da un circolo all'altro degli Stati Uniti; ma la città che ama di più è la malfamata L'Avana, di essa dice: «Ecco, qui tutto è possibile, mi farò le più belle scopate e le migliori partite a carte!». E sarà proprio il suo ultimo viaggio a L'Avana, agli sgoccioli del regime di Fulgencio Batista, sul punto di venir travolto dalla rivolta di Castro, ad essere memorabile. Dopo aver evitato ad un uomo un arresto (in cambio di denaro), Jack incontrerà Roberta Bobby Duran, che cambierà la sua vita.
Roberta è un'ex attrice svedese, sposata con Arturo Duran, ricco proprietario terriero e medico cubano; lei è un'agitatrice politica che appoggia la lotta rivoluzionaria di Fidel Castro: con la sua vita agiata, la sua idea di famiglia e il suo senso di responsabilità verso il popolo cubano, si pone subito in contrapposizione con Jack, opportunista e misterioso gentiluomo, dedito ai piaceri della vita. Attratto da Roberta, che nel frattempo viene arrestata per attività sovversive, Jack è costretto ad abbandonare le sue proficue partite di poker e a fingersi un agente della CIA pur di salvarla dalla prigionia dei servizi segreti dell'esercito, intrecciando una torbida storia di passione nella Cuba percorsa dalle violente convulsioni rivoluzionarie.